# Petite rivière du Nord de la Montagne
La Petite rivière du Nord de la Montagne est un ruisseau qui coule entièrement dans la municipalité de Saint-Simon, dans la municipalité régionale de comté (MRC) des Les Basques, dans la région administrative du Bas-Saint-Laurent, au Québec, au Canada.
Ce ruisseau se déverse sur la rive nord-ouest de la rivière Centrale, laquelle descend vers le sud-ouest pour se déverser sur le littoral sud-est du fleuve Saint-Laurent, dans Notre-Dame-des-Neiges.

## Géographie
La Petite rivière du Nord de la Montagne prend sa source de ruisseaux forestiers dans Saint-Simon, dans une petite plaine riveraine du littoral sud-est de l'estuaire du Saint-Laurent ; cette plaine est protégée de la mer (côté du Nord) par une série de montagnes enlignées sur le littoral et du côté Sud par une autre montagne aussi en parallèle au littoral.
La source de cette rivière est située à 1,3 km au sud-est du littoral sud-est de l'estuaire du Saint-Laurent, à 2,1 km au nord du centre du village de Saint-Simon, à 15,0 km au nord-est du centre du village de Trois-Pistoles et à 5,6 km au nord-ouest du centre du village de Saint-Mathieu-de-Rioux. La Petite rivière du Nord de la Montagne coule en parallèle, du côté Nord à la rivière Centrale, du "ruisseau des Prairies", du chemin de fer du Canadien National et de la route 132.
La Petite rivière du Nord de la Montagne coule sur 6,0 km répartis selon les segments suivants :
- 1,8 km vers le sud-ouest en zone agricole dans Saint-Simon, jusqu'à la route de la Grève ;
- 4,2 km vers le sud-ouest, jusqu'à sa confluence[2].

La Petite rivière du Nord de la Montagne se déverse sur la rive nord-ouest de la rivière Centrale à 
0,9 km à l'Est de la route Pierre-Jean Nord. Cette confluence est située à 4,0 km au sud-ouest du centre du village de Saint-Simon.

## Toponymie
Le toponyme « Petite rivière du Nord de la Montagne » a été officialisé le 11 juin 1982 à la Commission de toponymie du Québec.